# Зуби (Саджиджао)
Зуби (груз. ზუბი) — село в Грузии, на территории Хобского муниципалитета края (мхаре) Самегрело-Верхняя Сванетия.

## География
Село находится в западной части Грузии, на правом берегу реки Хобисцкали, на расстоянии приблизительно 11 километров (по прямой) к северо-востоку от города Хоби, административного центра муниципалитета. Абсолютная высота — 69 метров над уровнем моря.

## Население
По результатам официальной переписи населения 2014 года, в Зуби проживало 110 человек (63 мужчины и 47 женщин). В национальной структуре населения грузины составляли 100 %.
| Год  | Население, человек |
| ---- | ------------------ |
| 2002 | 890                |
| 2014 | ↘ 110              |